# Construcción de nicho

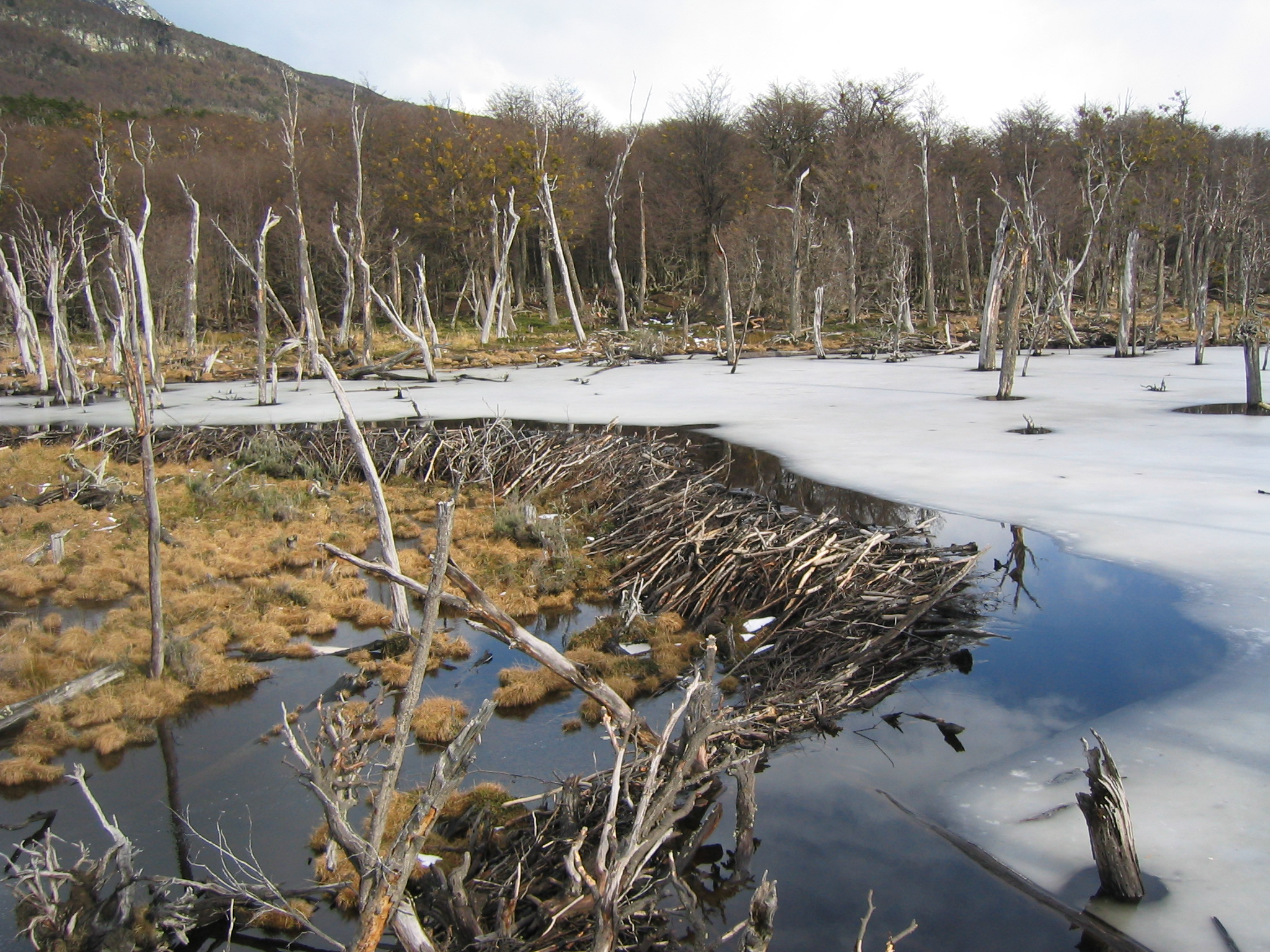
Los castores crean modifican y alteran su nicho con la construcción de presas en los sistemas fluviales.

La construcción de nichos es el proceso mediante el cual un organismo altera su propio entorno local (o el de otra especie). Estas alteraciones pueden ser un cambio físico en el entorno del organismo o moverse activamente de un hábitat a otro para experimentar un entorno diferente. Los ejemplos de construcción de nichos incluyen la construcción de nidos y madrigueras por animales, la creación de sombra, la alternancia de los ciclos de nutrientes por las plantas, la saturación de microambientes con metabolitos y/o gases diferentes, el establecimiento de tapetes o esteras microbianas. Aunque estas alteraciones a menudo son beneficiosas para el constructor, no siempre lo son (por ejemplo, cuando los organismos arrojan detritos, pueden deteriorar sus propios entornos).

## Evolución
Para que la construcción de nichos afecte la evolución, debe satisfacer tres criterios: 1) el organismo debe modificar significativamente las condiciones ambientales, 2) estas modificaciones deben influir en una o más presiones selectivas del organismo receptor, y 3) debe haber una respuesta evolutiva en al menos en una población receptora causada por la modificación ambiental. Los dos primeros criterios por sí solos proporcionan evidencia de la construcción de nichos.
Recientemente, algunos biólogos han argumentado que la construcción de nichos es un proceso evolutivo que trabaja en conjunto con la selección natural. La evolución implica redes de retroalimentación en las que los organismos previamente seleccionados promueven los cambios ambientales, y los ambientes modificados por organismos posteriormente seleccionan los cambios en los organismos. El ajuste entre un organismo y su entorno resulta de los dos procesos tanto de la selección natural como la construcción de nichos. El efecto de la construcción de nichos es especialmente grande en situaciones donde las alteraciones ambientales persisten durante varias generaciones, introduciendo el papel evolutivo de la herencia ecológica. Esta teoría enfatiza que los organismos heredan dos legados de sus ancestros: los genes y un ambiente modificado (legado extrageneticos). Un organismo constructor de nichos puede o no ser considerado un ingeniero de ecosistemas. La ingeniería de ecosistemas es un concepto relacionado pero no evolutivo que se refiere a los cambios estructurales provocados en el medio ambiente por los organismos.

## Ejemplos

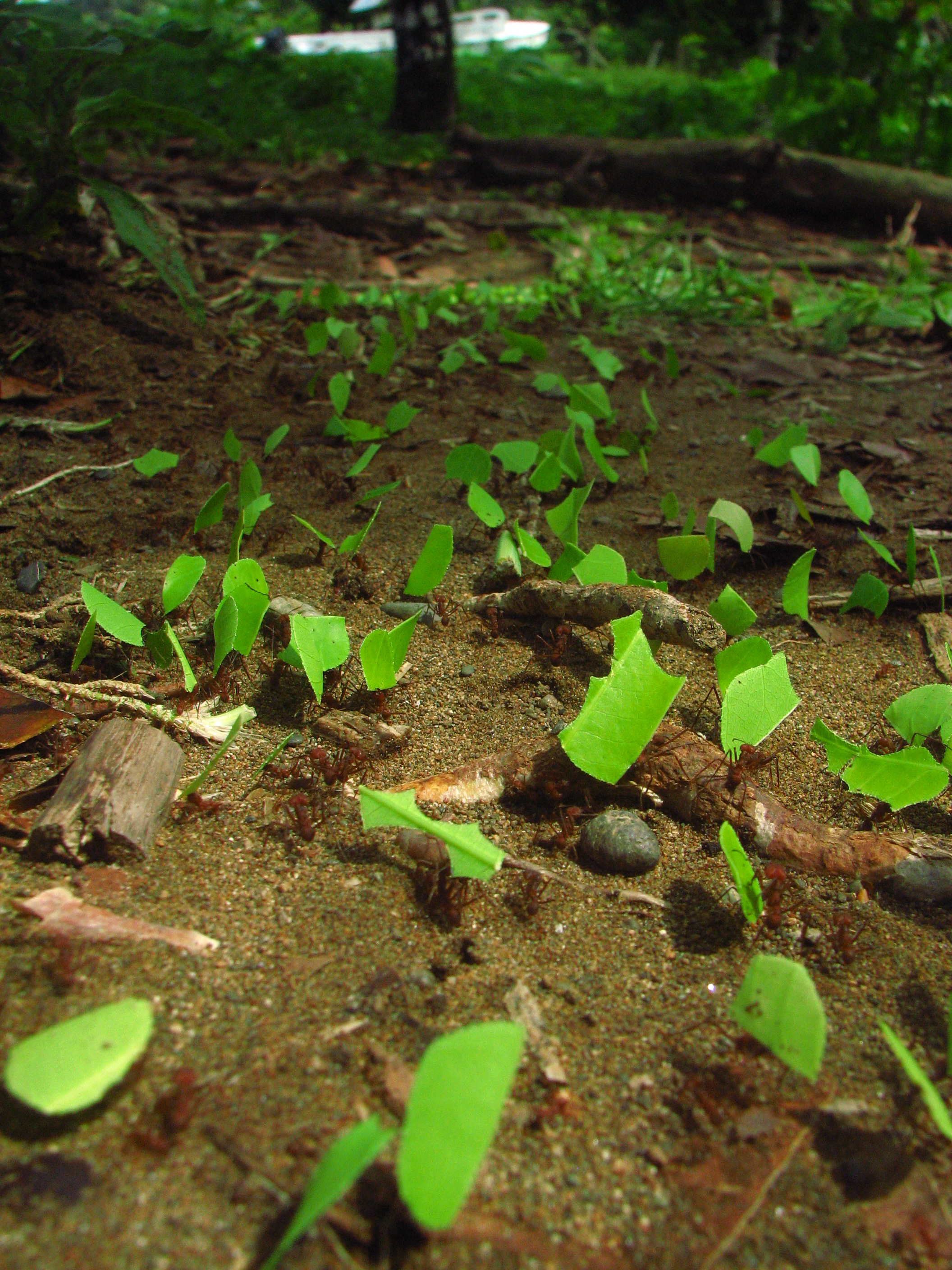
Las hormigas cortadoras de hojas llenan un nicho vital en el ecosistema de la selva tropical

Los siguientes son algunos ejemplos de construcción de nichos:
- Las lombrices de tierra modifican física y químicamente el suelo en el que viven. Solo cambiando el suelo pueden estos organismos acuáticos pueden vivir en la tierra.[5] El procesamiento del suelo con lombrices de tierra beneficia a las especies de plantas y otras biotas presentes en el suelo, como señaló originalmente Darwin en su libro La formación de moho vegetal a través de la acción de los gusanos .[cita requerida]
- Las hormigas limón ( Myrmelachista schumanni ) emplean un método especializado de supresión que regula el crecimiento de ciertos árboles. Viven en los troncos de los árboles Duroia hirsuta que se encuentran en la selva amazónica del Perú. Las hormigas limón usan ácido fórmico (una sustancia química bastante común entre las especies de hormigas) como herbicida. Al eliminar los árboles que no son aptos para las colonias de hormigas limón, estas hormigas producen hábitats distintivos conocidos como jardines del diablo .[6]
- Los castores construyen presas y, por lo tanto, crean lagos que dan forma y alteran drásticamente los ecosistemas ribereños. Estas actividades modifican el ciclo de nutrientes y la dinámica de descomposición, influyen en el agua y los materiales transportados río abajo y, en última instancia, influyen en la composición y diversidad de las plantas y comunidades.[7]
- Las diatomeas bentónicas que viven en sedimentos estuarinos en la Bahía de Fundy, Canadá, secretan sustancias poliméricas extracelulares que unen la arena y estabilizan el medio. Esto cambia el estado físico de la arena, lo que permite que otros organismos (como el anfípodo Corophium volutator ) colonicen el área.[8]
- Los chaparrales y los pinos aumentan la frecuencia de los incendios forestales a través de la dispersión de agujas, conos, semillas y aceites, que básicamente ensucian el suelo del bosque. El beneficio de esta actividad es que estos árboles están adaptados a resistir el fuego que los beneficia en relación con sus competidores.[9]
- La levadura Saccharomyces cerevisiae crea un ambiente nuevo a partir de la fermentación de la fruta. Este proceso de fermentación, a su vez, atrae a las moscas de la fruta con las que está estrechamente asociadas y las utilizan para el transporte.[10]
- Las cianobacterias proporcionan un ejemplo a escala planetaria a través de la producción de oxígeno como un producto de desecho de la fotosíntesis (ver Gran Evento de Oxigenación ). Esto cambió drásticamente la composición de la atmósfera y los océanos de la Tierra, con vastas consecuencias macroevolutivas y ecológicas.[11]
- Los microbialitos o tapetes microbianos son comunidades bacterianas que hacen protrusión del sedimento para construir su hábitat lumínico. Son las formas de vida fósiles más antiguas conocidas por lo que la construcción del nicho se remonta al origen de la vida.

## Consecuencias

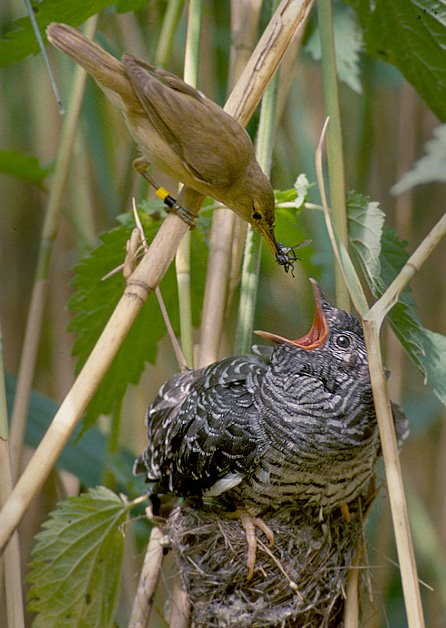
Una Curruca Reed alimentando a su gran intruso infantil.

A medida que las criaturas construyen nuevos nichos, pueden tener un efecto significativo en el mundo que las rodea.
- Una consecuencia importante de la construcción de nichos es que puede afectar la selección natural experimentada por las especies que realizan la construcción. El cuco común ilustra tal consecuencia. Parasita a otras aves poniendo sus huevos en sus nidos. Esto había llevado a varias adaptaciones entre los cucos, incluido un breve tiempo de incubación de sus huevos. Los huevos deben eclosionar primero para que el polluelo pueda empujar los huevos del anfitrión fuera del nido, asegurando que no tenga competencia por la atención de los padres. Otra adaptación que ha adquirido es que el polluelo imita las llamadas de varios polluelos, de modo que los padres traen comida no solo para una cría, sino para toda la cría.[12][13]
- La construcción de nichos también puede generar interacciones coevolutivas, como lo ilustran los ejemplos anteriores de lombrices de tierra, castor y levadura.
- Se ha descubierto que el desarrollo de muchos organismos y la recurrencia de rasgos a lo largo de generaciones dependen fundamentalmente de la construcción de entornos de desarrollo, como los nidos, por parte de organismos ancestrales. La herencia ecológica o extra genética se refiere a los recursos y condiciones heredados, y las presiones de selección modificadas asociadas, que los organismos ancestrales legan a sus descendientes como resultado directo de la construcción de su nicho.
- La construcción de nichos tiene implicaciones importantes para la comprensión, la gestión y la conservación de los ecosistemas.[8]

## Historia
La teoría de la construcción de nichos ha sido anticipada por diversas personas en el pasado, incluido el físico Erwin Schrödinger en su ¿Qué es la vida? y ensayos de Mente y Materia (1944). Uno de los primeros defensores de la perspectiva de la construcción de nichos en biología fue el biólogo del desarrollo, Conrad Waddington . Llamó su atención sobre las muchas formas en que los animales modifican sus entornos selectivos a lo largo de sus vidas, eligiendo y cambiando sus condiciones ambientales, un fenómeno que denominó "el sistema explotador".
La perspectiva de la construcción de nichos se destacó posteriormente a través de los escritos del biólogo evolutivo de Harvard, Richard Lewontin . En las décadas de 1970 y 1980, Lewontin escribió una serie de artículos sobre adaptación, en los que señaló que los organismos no se adaptan pasivamente a través de la selección a condiciones preexistentes, sino que construyen activamente componentes importantes de sus nichos.
El biólogo de Oxford John Odling-Smee (1988) fue la primera persona en acuñar el término "construcción de nichos" y la primera en argumentar que la "construcción de nichos" y la " herencia ecológica " deben reconocerse como procesos evolutivos. Durante la próxima década, la investigación sobre la construcción de nichos aumentó rápidamente, con una avalancha de estudios experimentales y teóricos en una amplia gama de campos.

## Modelado de la construcción de nichos

Construcción de nichos en el tiempo evolutivo. El organismo cambia su entorno y se adapta a él.

La teoría de la evolución matemática explora tanto la evolución de la construcción de nichos como sus consecuencias evolutivas y ecológicas. Estos análisis sugieren que la construcción de nichos es de considerable importancia. Por ejemplo, la construcción de nichos puede:
- fijar genes o fenotipos que de otro modo serían perjudiciales, crear o eliminar equilibrios y afectar las tasas evolutivas;[17][18][19]
- causar retrasos evolutivos, generar impulso, inercia, efectos autocatalíticos, respuestas catastróficas a la selección y dinámica cíclica;
- impulsar los rasgos de construcción de nichos a la fijación mediante la creación de asociaciones estadísticas con los rasgos de los receptores;
- facilitar la evolución de la cooperación;[20][21]
- regular los estados ambientales, permitiendo la persistencia en condiciones que de otro modo serían inhóspitas, facilitando la expansión del rango y afectando la capacidad de carga;[22][23]
- impulsan eventos coevolutivos, exacerban y mejoran la competencia, afectan la probabilidad de convivencia y producen tendencias macroevolutivas.

## Humanos
La teoría de la construcción de nichos ha tenido un impacto particular en las ciencias humanas, incluida la antropología biológica, arqueología y psicología . Ahora se reconoce que la construcción de nichos ha jugado un papel importante en la evolución humana, incluida la evolución de las capacidades cognitivas. Su impacto probablemente se deba a que es inmediatamente evidente que los seres humanos poseen una capacidad inusualmente potente para regular, construir y destruir sus entornos, y que esto está generando algunos problemas actuales urgentes (por ejemplo, cambio climático , deforestación, urbanización ). Sin embargo, los científicos humanos se han sentido atraídos por la perspectiva de la construcción de nichos porque reconoce las actividades humanas como un proceso director, en lugar de meramente la consecuencia de la selección natural .  La construcción de nichos culturales también puede retroalimentarse para afectar otros procesos culturales, sin afectar la genética.
La teoría de la construcción de nichos enfatiza cómo los personajes adquiridos juegan un papel evolutivo, a través de la transformación de entornos selectivos. Esto es particularmente relevante para la evolución humana, donde nuestra especie parece haberse involucrado en una extensa modificación ambiental a través de prácticas culturales. Tales prácticas culturales no son típicamente en sí mismas adaptaciones biológicas (más bien, son el producto adaptativo de esas adaptaciones mucho más generales, como la capacidad de aprender, particularmente de otros, de enseñar, de usar el lenguaje, etc.) que subyacen a la cultura humana. ).
Los modelos matemáticos han establecido que la construcción de nichos culturales puede modificar la selección natural en genes humanos e impulsar eventos evolutivos. Esta interacción se conoce como coevolución gen-cultivo . Ahora hay pocas dudas de que la construcción de nichos culturales humanos ha codirigido la evolución humana. Los seres humanos han modificado la selección, por ejemplo, al dispersarse en nuevos entornos con diferentes regímenes climáticos, ideando prácticas agrícolas o domesticando ganado. Un ejemplo bien investigado es el hallazgo de que la producción lechera creó la presión de selección que condujo a la propagación de alelos para la persistencia de la lactasa adulta. Los análisis del genoma humano han identificado muchos cientos de genes sujetos a selección reciente, y se cree que las actividades culturales humanas son una fuente importante de selección en muchos casos. El ejemplo de la persistencia de lactosa puede ser representativo de un patrón muy general de coevolución de genes y cultivos.
La construcción de nichos también es ahora fundamental para varios relatos de cómo evolucionó el lenguaje. Por ejemplo, Derek Bickerton describe cómo nuestros antepasados construyeron nichos de recolección que requerían que se comunicaran para reclutar suficientes individuos para ahuyentar a los depredadores de los cadáveres de megafauna. Sostiene que nuestro uso del lenguaje, a su vez, creó un nuevo nicho en el que la cognición sofisticada fue beneficiosa.

## Estado actual
Si bien el hecho de que se produzca la construcción de nichos no es controvertido y su estudio se remonta a los libros clásicos de Darwin sobre lombrices de tierra y corales, las consecuencias evolutivas de la construcción de nichos no siempre se han apreciado por completo. Los investigadores difieren sobre hasta qué punto la construcción de nichos requiere cambios en la comprensión del proceso evolutivo. Muchos defensores de la perspectiva de la construcción de nichos se alinean con otros elementos progresistas en la búsqueda de una síntesis evolutiva extendida, una postura que otros prominentes biólogos evolutivos rechazan. Laubichler y Renn argumentan que la teoría de la construcción de nichos ofrece la perspectiva de una síntesis más amplia de los fenómenos evolutivos a través de "la noción de sistemas de herencia expandidos y múltiples (desde genómico hasta ecológico, social y cultural)". 

La teoría de la construcción de nichos sigue siendo controvertida, particularmente entre los biólogos evolucionistas ortodoxos. En particular, la afirmación de que la construcción de nichos es un proceso evolutivo ha suscitado controversias. Una colaboración entre algunos críticos de la perspectiva de la construcción de nichos y uno de sus defensores intentó señalar sus diferencias.  Ellos escribieron:
"La teoría sostiene que la construcción de nichos es un proceso evolutivo distinto, potencialmente de igual importancia para la selección natural. Los escépticos lo disputan. Para ellos, los procesos evolutivos son procesos que cambian las frecuencias de los genes, de los cuales identifican cuatro ( selección natural, deriva genética, mutación, migración [es decir , flujo de genes ]). . . No ven cómo la construcción de nichos genera o clasifica la variación genética independientemente de estos otros procesos, o cómo cambia las frecuencias de los genes de alguna otra manera. Por el contrario, la teoría de construcción de nichos adopta una noción más amplia de proceso evolutivo, que comparte con otros biólogos evolutivos. Aunque el defensor está de acuerdo en que hay que hacer una distinción útil entre los procesos que modifican directamente las frecuencias de los genes y los factores que juegan diferentes roles en la evolución. . . Los escépticos probablemente representan la posición mayoritaria: los procesos evolutivos son aquellos que cambian las frecuencias de los genes. Los defensores de la teoría de la construcción de nichos, por el contrario, son parte de una minoría considerable de biólogos evolutivos que conciben los procesos evolutivos de manera más amplia, como cualquier cosa que sesgue sistemáticamente la dirección o la tasa de evolución, un criterio que ellos (pero no los escépticos) sienten que cumple la construcción de nichos. . "
Los autores concluyen que sus desacuerdos reflejan una disputa más amplia dentro de la teoría evolutiva sobre si la síntesis moderna necesita una reformulación, así como diferentes usos de algunos términos clave (por ejemplo, proceso evolutivo).
Más controversia rodea la aplicación de la teoría de la construcción de nichos a los orígenes de la agricultura dentro de la arqueología. En una revisión de 2015, el arqueólogo Bruce Smith concluyó: "Se encontró que las explicaciones [para la domesticación de plantas y animales] basadas en modelos de amplitud de dieta tienen una serie de fallas conceptuales, teóricas y metodológicas; los enfoques basados en la teoría de la construcción de nichos están mucho mejor respaldados por la evidencia disponible en las dos regiones consideradas [este de América del Norte y el Neotrópico ] ". Sin embargo, otros investigadores no ven ningún conflicto entre la teoría de la construcción de nichos y la aplicación de métodos de ecología conductual en arqueología.
En 2017, se publicó una revisión crítica de Manan Gupta y sus colegas que generó una disputa entre críticos y defensores.